# Rio Coisca
O Rio Coisca é um rio da Romênia, afluente do Sălătrucel, localizado no distrito de Vâlcea.